# جنب و جوش کنگ فو
جنب و جوش کنگ فو (انگلیسی: Kung Fu Hustle) فیلمی در ژانر رزمی، گانگستری و کمدی به کارگردانی استیون چو است که در سال ۲۰۰۴ منتشر شد. از بازیگران آن می‌توان از استیون چو، دنی چان، لام سوئت، شینگ یو، یوئن وا و هوانگ شنگ‌یی نام برد.

## داستان
در شانگهای دههٔ ۱۹۴۰، دو خلافکار خرده‌پا به نام‌های «سینگ» و «بون» آرزوی پیوستن به باند بدنام تبر، به رهبری قاتلی سنگدل به نام «برادر سام»، را در سر دارند. آن‌ها برای اخاذی، به زاغه‌ای مخروبه به‌نام «کوچه خوکدانی» می‌روند و با تظاهر به عضویت در باند تبر، از ساکنان باج می‌خواهند. اقدامات سینگ سرانجام توجه اعضای واقعی باند را جلب می‌کند و آنان به مقابله با اهالی کوچه می‌آیند. نیروهای کمکی باند نیز فرا می‌رسند، اما سه تن از ساکنان زاغه به نام‌های کولى، خیاط و دونات ــ که در حقیقت استادان کونگ‌فو هستند ــ آن‌ها را به‌سرعت شکست می‌دهند. با این حال، از بیم انتقام باند تبر، صاحبخانه زاغه این سه را بیرون می‌کند.
برادر سام، سینگ و بون را دستگیر کرده و قصد دارد به‌خاطر جعل هویت، آن‌ها را بکشد. اما آن دو به‌زحمت می‌گریزند و این جسارت، سام را تحت تأثیر قرار می‌دهد. او پیشنهاد می‌دهد اگر بتوانند کسی را بکشند، می‌توانند عضو باند شوند. سینگ خاطره‌ای از دوران کودکی‌اش را برای بون بازگو می‌کند: روزی یک ولگرد او را فریب داد تا با اندوختهٔ اندکش کتابچه‌ای درباره کونگ‌فو بخرد. پس از تمرین روش «کف دست بودایی» از آن کتابچه، سینگ تلاش کرد دختری لال به نام «فانگ» را از دست زورگویان نجات دهد، اما خودش کتک خورد و تحقیر شد. از آن پس باور کرد قهرمانان هرگز پیروز نمی‌شوند و تصمیم گرفت شرور شود.
سینگ و بون به کوچه خوکدانی بازمی‌گردند تا صاحبخانه را بکشند، اما شکست خورده و از محل فرار می‌کنند. سینگ به سکویی در خیابان پناه می‌برد و در آن‌جا جراحاتش به‌شکلی اسرارآمیز فوراً التیام می‌یابند. در همین حال، برادر سام که قصد انتقام از زاغه را دارد، دو نوازندهٔ چینی را با سازی جادویی به‌نام «گوژنگ» اجیر می‌کند. این دو استادان زاغه را می‌کشند، اما از پس صاحبخانه و شوهرش، که خود نیز رزمی‌کارانی ماهرند، برنمی‌آیند و شکست می‌خورند.
سینگ که سرخورده شده، تلاش می‌کند یک بستنی‌فروش را بدزدد، اما درمی‌یابد که او همان فانگ است. فانگ او را می‌شناسد و یک آب‌نبات چوبی به او می‌دهد که یادآور روز تلاش نافرجامش برای نجات اوست. سینگ آب‌نبات را می‌شکند و با شرمندگی می‌رود. برادر سام به او وعدهٔ عضویت فوری در باند را می‌دهد، اگر بتواند با مهارت بازکردن قفلش، «هیولا» را ــ قاتلی افسانه‌ای ــ از آسایشگاه روانی آزاد کند. سینگ موفق می‌شود و او را به مقر باند می‌آورد.
برادر سام در ابتدا از ظاهر شلخته و رفتار سهل‌انگار هیولا دلسرد می‌شود، اما با دیدن اینکه او گلوله‌ای را در هوا متوقف می‌کند، نظرش تغییر می‌کند. هیولا در قمارخانه‌ای نزدیک با صاحبخانه و شوهرش روبه‌رو می‌شود و در نبردی سخت با آن‌ها مساوی می‌کند. سینگ که به اشتباهاتش پی برده، به هیولا حمله می‌کند، اما هیولا با خشم او را از پا درمی‌آورد. صاحبخانه و شوهرش بدن بی‌هوش سینگ را برمی‌دارند و فرار می‌کنند. هیولا برادر سام را می‌کشد و رهبری باند را به دست می‌گیرد.
صاحبخانه و شوهرش در کوچه خوکدانی به درمان سینگ می‌پردازند و از سرعت بازیابی‌اش شگفت‌زده می‌شوند. صاحبخانه درمی‌یابد که سینگ در واقع نابغه‌ای ذاتی در کونگ‌فو است. سینگ با توانایی‌های تازه‌اش، اعضای باند تبر را به‌راحتی شکست می‌دهد و با هیولا روبه‌رو می‌شود. او با استفاده از روش کف دست بودایی، هیولا را خنثی می‌کند و هیولا شکست را می‌پذیرد.
سینگ و بون فروشگاه آب‌نبات‌فروشی باز می‌کنند و آب‌نبات چوبی فانگ را به‌عنوان نماد فروشگاهشان برمی‌گزینند. فانگ به دیدن سینگ می‌آید و آن دو یکدیگر را در آغوش می‌گیرند. در پایان، ولگردی که کتابچهٔ کونگ‌فو را به سینگ فروخته بود، در حال فروش کتابچه‌های دیگر دیده می‌شود.

## ادای احترام به بروس لی
ادای احترام به بروس لی در چند صحنه در این فیلم به نمایش گذاشته می‌شود: وقتی زن صاحبخانه بین رئیس و دستیار او نشسته‌است، با رئیس روبرو می‌شود و از حرکاتی که بروس لی در حالی که با رئیس جنایی در فیلم بازگشت اژدها روبرو بود تقلید می‌کند. انگشتش را به سمت او تکان می‌دهد، سپس هر دو مشت را می‌بندد، و بعد فقط مشت سمت راست (در حالی که صدای ترک خوردن بندها به گوش می‌رسد) را به نشانه قدرتش به او نشان می‌دهد و بعد رئیس سرش را تکان می‌دهد و زن صاحبخانه نیز انگشت شستش را، دقیقاً مانند بروس لی؛ در مورد بعدی در یک لحظه صاحبخانه و همسرش از پنجره در حال رقص چا چا چا دیده می‌شوند. این یک اشاره به بروس لی است که در سال ۱۹۵۸ قهرمان مسابقات ملی این رقص در هنگ کنگ شد. همچنین در صحنه آغازین، برخی از بچه‌ها فوتبال بازی می‌کنند. سپس استیون چو وارد عمل می‌شود و به توپ ضربهٔ عجیبی می‌زند. این یک اشاره به فیلم فوتبال شائولین محصول سال ۲۰۰۱ است.

## ساخت
سه صحنه توسط استیون چو کارگردانی نشده‌است. صحنه‌ای که مبارزهٔ سه استاد را نشان می‌دهد توسط سامو هونگ کارگردانی شده‌است؛ دومین جایی است که وان با هزار مرد با لباس سیاه از گروه تبر مبارزه می‌کند، و سومین صحنهٔ مبارزه در شب، جایی که سه استاد با دو نوازنده روبرو می‌شوند، توسط یوئن وو-پینگ کارگردانی شده‌است.
بیشتر اسامی ابرقدرت‌های این فیلم از رمان پالپ لوئیس چا یک نام‌خانوادگی هنگ کنگی گرفته شده که اغلب با الکساندر دوما مقایسه می‌شود و به دلیل اختراع ورزشهای رزمی مدرن شناخته می‌شود.
باند تبر شبیه باند مشابهی است که در فیلم افسانه استاد مست (۱۹۹۴) ظاهر شد، اگرچه در آن فیلم باند تبر نقش جزئی داشت اما هر دو باند دارای لباس سیاه و سلاح تبر بودند و تمایل زیادی به جنگ در تعداد زیاد گروه داشتند.

## اکران
این فیلم اولین بار سال ۲۰۰۴ در جشنواره فیلم تورنتو  پس از آن در دسامبر همان سال در شرق آسیا اکران گسترده داشت و سال ۲۰۰۵ اولین بار در ایالات متحده در جشنواره فیلم ساندنس و سپس به اکران عمومی‌ درآمد.

## اشتباهات فیلم
هنگامی که رهبر باند تمساح از ایستگاه پلیس خارج می‌شود، کلاه خود را از کلاه کابوی به کلاه پارچه‌ای بدون شکل تبدیل می‌کند، سپس تا پایین رفتن از طبقه به کلاه گاوچران بر می‌گردد.
هنگامی که حلقه‌های خیاط شکسته می‌شود، او به زمین می‌افتد و قطعات حلقه در اطراف او پخش می‌شوند اما وقتی او در صحنهٔ بعدی بلند می‌شود، هیچ تکه‌ای از حلقه روی زمین وجود ندارد.